# Innernzell
Innernzell – miejscowość i gmina w Niemczech, w kraju związkowym Bawaria, w rejencji Dolna Bawaria, w regionie Donau-Wald, w powiecie Freyung-Grafenau, wchodzi w skład wspólnoty administracyjnej Schönberg. Leży w Lesie Bawarskim, około 20 km na zachód od miasta Freyung, przy drodze B533.

## Dzielnice
W skład gminy wchodzą trzy dzielnice: Gmünd, Hilgenreith, Innernzell.

## Demografia
| Rok  | Liczba mieszk. |
| ---- | -------------- |
| 1970 | 1 530          |
| 1987 | 1 542          |
| 2000 | 1 701          |
| 2005 | 1 677          |
| 2008 | 1 642          |

## Struktura wiekowa
Dane o ludności z 31 grudnia 2008:
| Opis                                | Ogółem | Ogółem | Kobiety | Kobiety | Mężczyźni | Mężczyźni |
| ----------------------------------- | ------ | ------ | ------- | ------- | --------- | --------- |
| Jednostka                           | osób   | %      | osób    | %       | osób      | %         |
| Populacja                           | 1642   | 100    | 792     | 48,23   | 850       | 51,77     |
| Wiek przedprodukcyjny (0–17 lat)    | 320    | 19,49  | 148     | 9,01    | 172       | 10,48     |
| Wiek produkcyjny (18–65 lat)        | 1018   | 62     | 477     | 29,05   | 541       | 32,95     |
| Wiek poprodukcyjny (powyżej 65 lat) | 304    | 18,51  | 167     | 10,17   | 137       | 8,34      |

## Polityka
Wójtem jest Josef Kern z CSU, rada gminy składa się z 12 osób.
|      | CSU | CWU | Razem |
| 2008 | 9   | 3   | 12    |
| 2002 | 10  | 2   | 12    |

### Oświata
W gminie znajduje się 75 miejsc przedszkolnych oraz szkoła podstawowa (6 nauczycieli, 127 uczniów).